# Albrecht Dürers Besuch in Antwerpen 1520
Das Historienbild Albrecht Dürers Besuch in Antwerpen 1520 von Hendrik Leys wurde 1855 geschaffen. Es ist im Museum der Schönen Künste in Antwerpen zu sehen.

## Historischer Kontext
Ab 12. Juli 1520 begab sich Dürer mit seiner Frau und der Magd Susanna über Bamberg (dem Bischof Georg III. übergab er eine gemalte Madonna, ein Marienleben, eine Apokalypse und für einen Gulden Kupferstiche), Frankfurt, Mainz, Köln nach Antwerpen. Letztere Stadt sollte während seines Aufenthalts seine zentrale Residenz werden, von wo aus er zahlreiche Ausflüge in andere Städte unternahm. Ein Jahr später, am 2. Juli 1521, trat er die Rückreise an.
Der Grund für die Reise war vor allem ökonomischer Natur. Im Januar 1519 war Dürers wichtigster Gönner Kaiser Maximilian I. verstorben. Dieser hatte dem Künstler 1515 eine jährliche Leibrente von 100 Gulden zugesprochen, welche die Stadt Nürnberg von der Reichssteuer abziehen sollte. Mit dem Ableben des Kaisers verweigerte der Nürnberger Rat die Fortzahlung dieses Privilegs und forderte eine neuerliche Bestätigung durch den Nachfolger Maximilians, den späteren Karl V.
Die Krönung sollte am 20. Oktober in Aachen stattfinden. Die Monate vorher nutzte Dürer dafür, sich ein breitgefächertes Netzwerk aus Personen aus dem näheren und weiteren Umfeld des Thronanwärters zu spannen, die er als Fürsprecher für seine Angelegenheit gewinnen wollte. Vor allem die Gunst von Karls Tante Margarete von Österreich (1480–1530) sollte sich als maßgebend herausstellen. Elf Monate lang, vom 2. August 1520 bis zum 2. Juli 1521 verblieb er in der Region und reiste hin und her: Antwerpen, Brüssel, Aachen, Köln, Mecheln, Brügge, Gent usw.

„Zu einem wahren Triumph aber steigert es sich, als Dürer nach einer langen Wagenfahrt von Köln aus endlich am 5. August in Antwerpen eintrifft, oder Antorff, wie es damals noch niederdeutsch hieß, dem Ziel seiner Reise und Standort aller weiteren Pläne.“

Am Sonntag, dem 19. August 1520, war der Künstler Zeuge der mehr als zweistündigen Prozession Unserer Lieben Frau von der Gilde der Bogenschützen in Antwerpen. Alles, was er sieht, notiert er sorgfältig in seinem Reisetagebuch:

„19.8.1520 Item ich hab gesehen am sondag nach unser liben Frauen tag himelfarth den grossen umbgang von unser lieben Frauen kirchen zu Antorff, do die gancze statt versamlet was von allen handwercken und ständen, ein jeglicher nach seinen standt auf das köstlichs beklaidet. Es hett auch ein jeglicher stand und zunft ich zaichen, darbey man si können möcht. Da waren auch in den unterschieden getragen groß köstlich stangkiczen. Und ihr alt fränckisch lang silbern posaunen. Do wahren auch auff Teutsch viel pfeiffer und tummelschlager.“

Sorgfältig notiert Dürer den Umzug und die daran beteiligten Personen, Sonntagskleidern, die Musiker und die Instrumente, den Umzug, die Zünfte, die weltlichen und geistlichen Autoritäten und die Festwagen mit biblischen Szenen.

## Bild
Jahrhunderte später bildete dieses Tagebuchfragment die Grundlage für Henri Leys’ Gemälde Albrecht Dürers Besuch in Antwerpen im Jahr 1520. Leys war ein Antwerpener Maler, der der romantisch-realistischen Schule zugerechnet wurde. Er war der Onkel von Henri de Braekeleer, der hauptsächlich Porträts, Genreszenen und historische Stücke malte. Kunstwissenschaftler charakterisieren ihn als den Wiederentdecker des Kolorismus in der flämischen Malerei. Während einer Deutschlandreise (1852) lernte Leys die Werke Dürers kennen und entwickelte schnell eine große Bewunderung für den Künstler des 16. Jahrhunderts. Besonders nach dieser Reise werden aus Leys’ romantischen gut dokumentierte Historienbilder. Kunsthistoriker schreiben Leys Aufmerksamkeit für Linie, Detail und Bezüge (substantiell und formal) zu den südlichen Niederlanden des 16. Jahrhunderts einen besonderen künstlerischen Wert zu. Auf diese Weise gelangte Leys zu einem archaischen Stil. Er zeichnet sich durch eine verinnerlichte und stille Romantik mit intellektueller Dimension aus.
Bei der Vorrecherche zu dieser Arbeit zog Leys die Publikation von Frederik Verachter, dem Archivar der Stadt Antwerpen, heran. Bereits 1840 hatte er alle Informationen über Dürers Aufenthalt in den Niederlanden gesammelt. Er hatte auch sein Reisetagebuch übersetzt. Trotzdem sind einige Details der Tabelle falsch. So erfand Leys die Anwesenheit von Quentin Metsys und Erasmus von Rotterdam hinzu. Außerdem sind die Gesichtszüge des ersten imaginär und bei Erasmus greift er die Züge von Pieter Gillis auf, einem weiteren Archivar der Stadt Antwerpen. Albrecht Dürers Besuch in Antwerpen im Jahr 1520 erscheint somit als historisch solides Werk, ist aber tatsächlich eine nostalgische Retrospektive eines Künstlers des 19. Jahrhunderts auf die reiche intellektuelle und künstlerische Vergangenheit Antwerpens. Es war eine Klage, die Leys mit vielen seiner künstlerischen Zeitgenossen teilte.

## Beschreibung
Das Werk zeigt Albrecht Dürer, der den Zug der Bogenschützen unter dem Vordach des Gasthauses Engelenborch von Joost Planckfeld in der Wolstraat (rue aux Laines) in Antwerpen vorbeiziehen sieht. An seiner Seite ist Quentin Metsys, der ihm Erklärungen zur Prozession gibt. Desiderius Erasmus weist Agnes Frey, Dürers Frau, auf etwas hin. In der Bildmitte sind die Rücken von Susanna, der Dienerin des Ehepaars Dürer, und eines Kindes zu sehen.
Die Arbeit erinnert ein wenig an eine Bühnenaufführung, vielleicht wegen des Baldachins, unter dem der Betrachter das Ganze beobachtet. Die Vielzahl an Figuren, Jung und Alt, die wunderschönen bunten Kleider und der Dekor der alten Fassaden machen das Werk zu einer faszinierenden Darstellung. Durch ein Raster aus horizontalen und vertikalen Linien entsteht ein dreidimensionaler Eindruck. Allerdings reduziert sich die mittelalterliche Architektur auf ein schmales Podest im Vordergrund, auf dem die Hauptfiguren dargestellt sind. Trotz der vielen Teilnehmer und Zuschauer wirkt die Aufführung sehr ruhig. Alle Gesten auf dem Gemälde sind sehr ruhig und es scheint, dass niemand spricht.
Bemerkenswerterweise platzierte Leys das Thema seines Bildes ganz rechts. Für Neugierige, die nicht wissen, wie der deutsche Künstler mit seiner typischen Physiognomie und Frisur aussah, bleibt Dürer nur eine Randfigur im Halbschatten. Leys machte keinen Unterschied zwischen primären und sekundären Themen. Der gewählte Ort wirkt eher zufällig, wodurch das Ganze Authentizität ausstrahlt. Dies verstärkt den Wert der Objektivität und der Zuschauer glaubt wirklich, dass die Aufführung stattgefunden hat. Kunstwissenschaftler haben jedoch bereits gezeigt, dass dies nicht der Fall ist. Leys war nicht so sehr daran interessiert, den historischen Moment zu beschreiben, sondern, wie oben erwähnt, auf das goldene Zeitalter Antwerpens hinzuweisen. Damit schuf er sozusagen eine erfundene Tradition, eine neue Tradition für die junge belgische Nation, die 25 Jahre zuvor geboren wurde.

## Herkunft
1860 wurde das Gemälde von Santiago Drake del Castillo (1805–1871), einem anglo-spanischen Adligen, Besitzer des Château de Candé in Monts, der sein Vermögen dank der Zuckerplantagen machte, für die Summe von 50.000 französischen Francs erworben. Es ging dann in die Hände von Paul Boudet über, einem französischen Immobilienmakler aus Nizza, der es an das Königliche Museum der Schönen Künste verkaufte.

## Zeichnungen von Dürer auf seiner Reise 1520

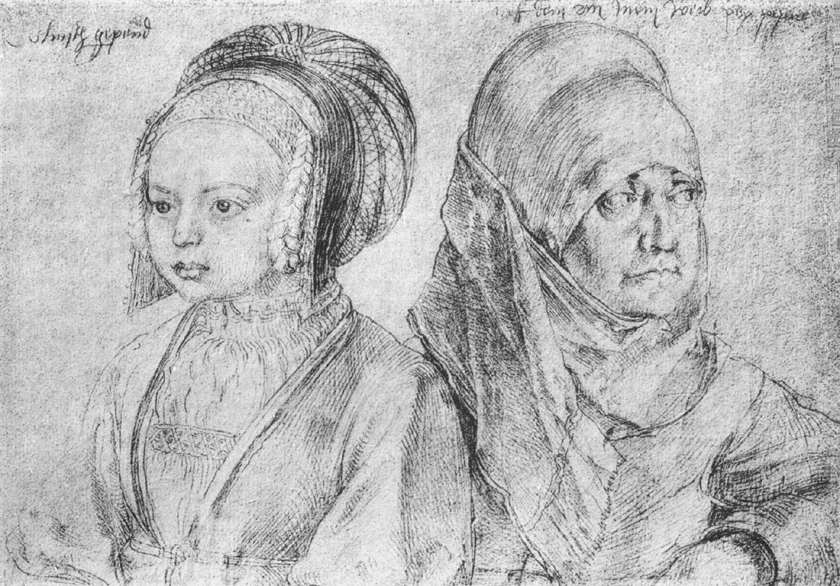
Zeichnung seiner Frau und einem unbekannten Mädchen in Köln
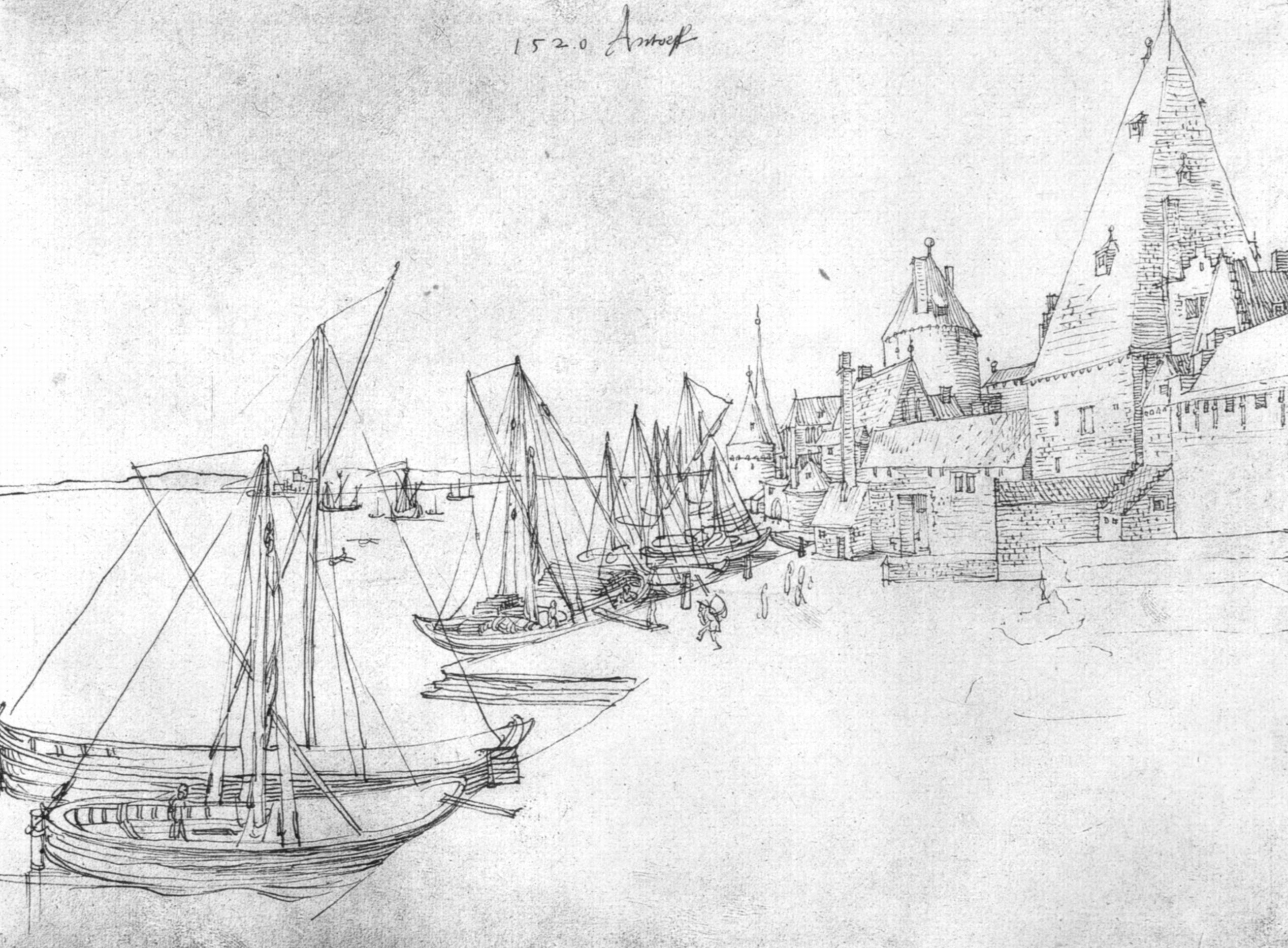
Dürers Skizze vom Antwerpener Hafen 1520
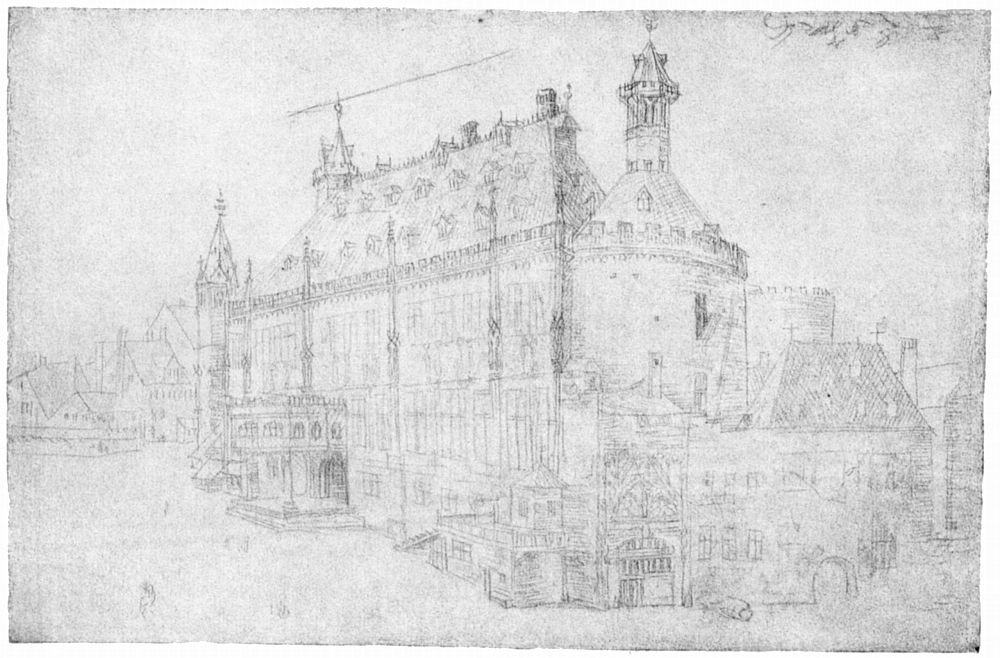
Dürers Skizze vom Aachener Rathaus 1520
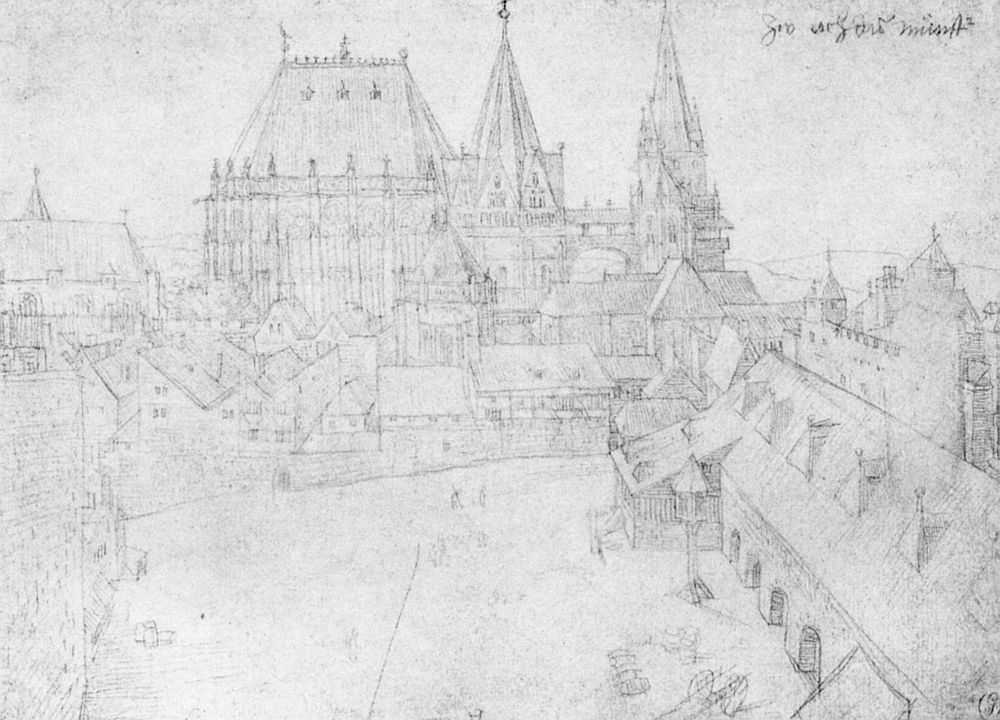
Dürers Skizze vom Aachener Dom 1520
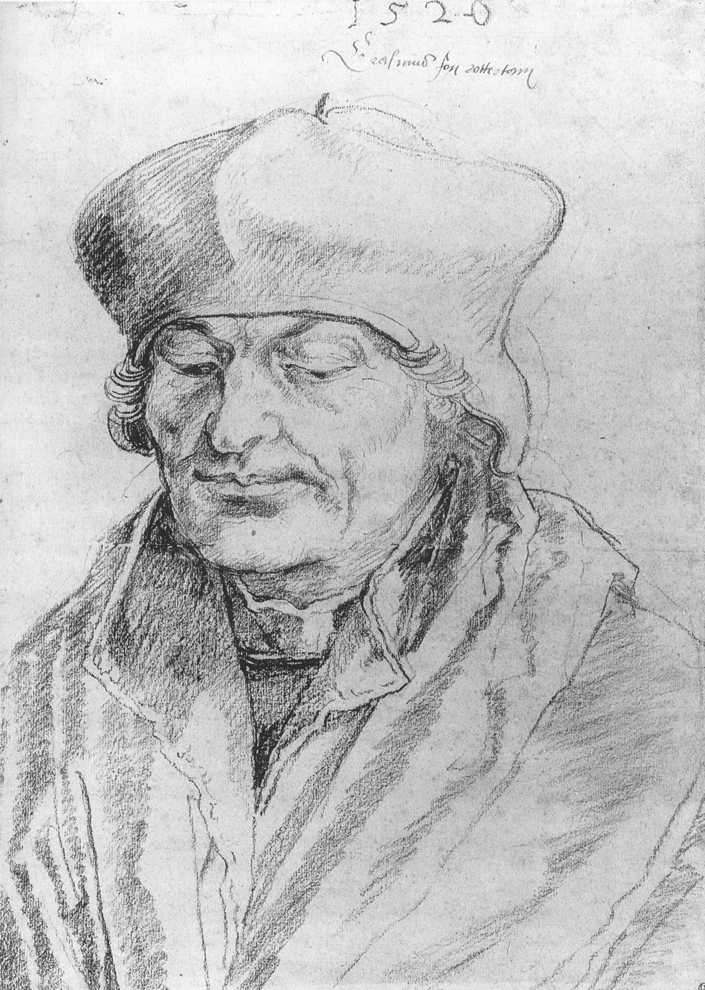
Portrait von Erasmus von Rotterdam
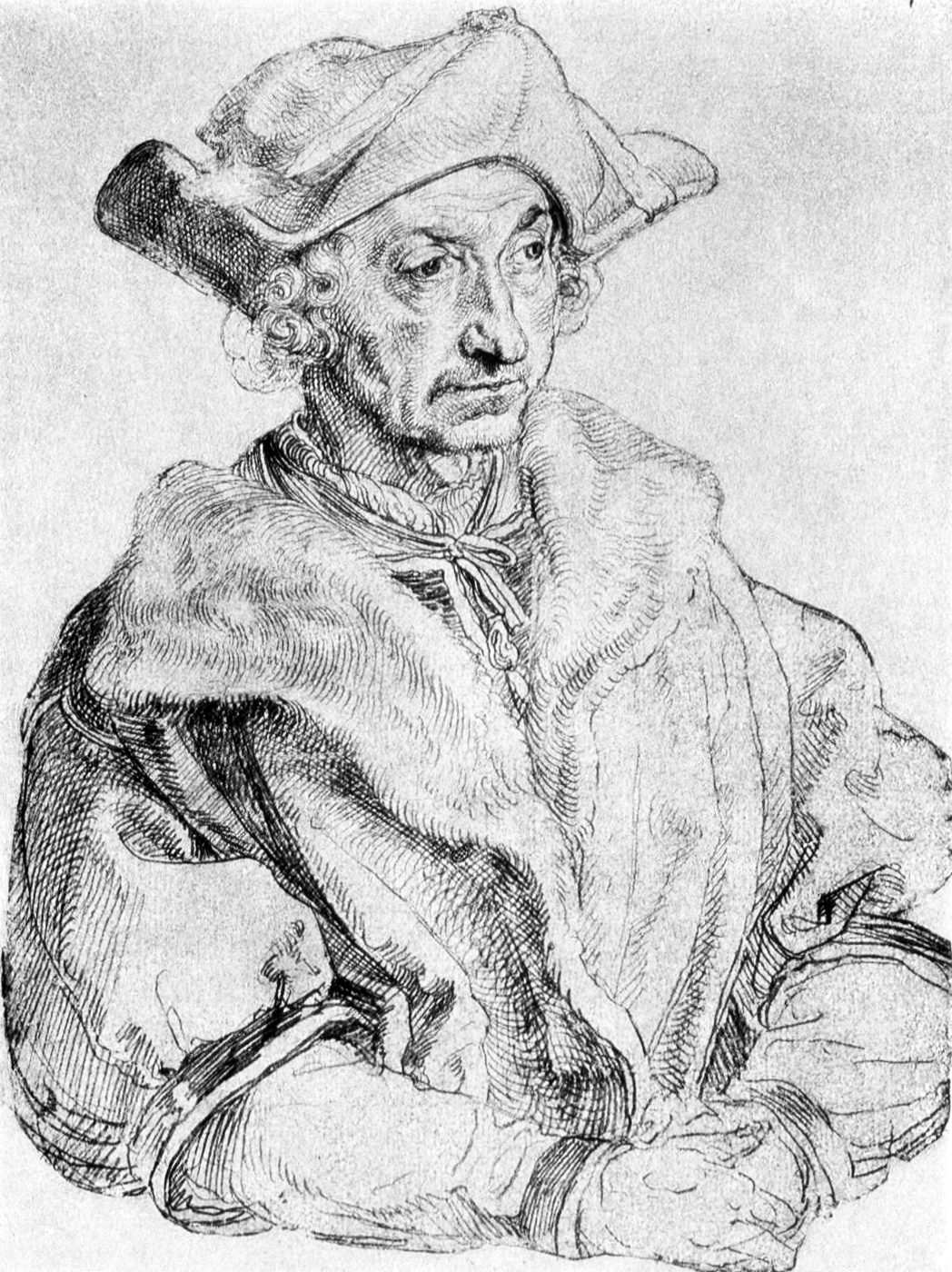
Portrait von Sebastian Brant